# Bendi jezici
Bendi jezici, jedna od dvije podskupine cross river jezika, šire benue-kongoanske skupine, raširenih na području Nigerije. 
Obuhvaća (9) jezika, viz.: alege [alf], 1.200 govornika (1973 SIL); bekwarra [bkv], 100.000 (1989 SIL); bete-bendi [btt] 36,800 (1963); bokyi [bky], 143.700 u Nigeriji i Kamerunu; bumaji [byp], 11.400 (2000); obanliku [bzy], 65,000 (Faraclas 1989); putukwam [afe], 12.000 (1973 SIL); ubang [uba] 3.420 (2000); i ukpe-bayobiri [ukp] 12.000 (1973 SIL)

## Vanjske poveznice
- Ethnologue (14th)
- Ethnologue (15th)